# Saarländische Rettungsmedaille

Vorderseite der Saarländischen Rettungsmedaille (grafische Darstellung)

Die Saarländische Rettungsmedaille ist eine staatliche Anerkennung des Bundeslandes Saarland für Menschen, die unter Einsatz ihres eigenen Lebens Rettungstaten durchgeführt haben.
Die Rettungsmedaille wurde am  24. November 1959 durch den Saarländischen Landtag, dieser vertreten durch den damaligen Ministerpräsidenten Franz-Josef Röder und den damaligen Minister des Innern Kurt Conrad, gestiftet.

## Gesetzesinhalt

### Verleihungsvoraussetzungen
Die Rettungsmedaille wird nur an diejenigen Personen verliehen, die unter Einsatz ihres eigenen Lebens entweder Menschen aus Lebensgefahr oder eine der Allgemeinheit drohende erhebliche Gefahr für Leben und Gesundheit abgewendet haben. Sie müssen bei dieser Rettungstat ein besonderes Maß an Mut und Opferbereitschaft erbracht haben. Die Verleihung kann nur einmal an ein und dieselbe Person erfolgen, wobei die Verleihung postum ausdrücklich gestattet ist. War die Rettungstat trotz erheblichen Einsatzes des Retters ohne Erfolg bzw. war der Retter schon vor dieser Tat in Besitz der Rettungsmedaille, wird eine öffentliche Belobigung ausgesprochen. Im Übrigen kann neben der öffentlichen Belobigung und der Rettungsmedaille auch eine Geldbelohnung gewährt werden. Eine weitere Voraussetzung zur Verleihung der Rettungsmedaille ist, dass der Retter der staatlichen Anerkennung würdig ist. Personen jedoch, denen von Berufs wegen der Schutz des Lebens anderer anvertraut worden ist, erhalten die Rettungsmedaille nur dann, wenn sie bei der Rettungstat die ihnen obliegenden Pflichten erheblich überschritten haben. Eine deutsche Staatsbürgerschaft des Retters ist nicht Voraussetzung zur Verleihung, d. h., die Rettungsmedaille kann auch an ausländische Einwohner verliehen werden. Die Rettungsmedaille kann auch wieder entzogen werden, wenn der Retter durch sein späteres Verhalten, insbesondere durch Straftaten, der Auszeichnung unwürdig erscheint oder solches nachträglich bekannt geworden ist. In allen Fällen sowohl der Verleihung der Medaille als auch der öffentlichen Belobigung und der Geldbelohnung entscheidet im Namen der Landesregierung der Minister des Innern. In allen Fällen wird eine Urkunde ausgestellt und der Akt im Amtsblatt des Saarlandes bekannt gemacht. Die Rettungsmedaille geht dabei in das Eigentum des Beliehenen über, bei postumen Verleihung erfolgt die Verleihung gegenüber den Hinterbliebenen. Ausdrücklich geregelt wurde, dass Rettungstaten aus der Zeit vom 8. Mai 1945 bis zum Inkrafttreten dieses Gesetzes (24. November 1959) nachträglich anerkannt werden, auch wenn eine staatliche Anerkennung bereits ausgesprochen wurde. Jedoch nur auf Antrag und nicht von Amts wegen.

### Aussehen und Beschaffenheit
Die Rettungsmedaille ist aus Silber gefertigt und hat einen Durchmesser von 25 mm und zeigt auf ihrer Vorderseite das erhaben geprägte saarländische Landeswappen mit der Umschrift: SAARLAND. Die Rückseite zeigt einen geschlossenen Eichenkranz mit der mittigen Inschrift: Für Rettung aus Gefahr Sie wird an einem 28 mm breiten orangfarbenen-weißem Band auf der linken Brustseite getragen.

## Durchführungsverordnung
Die gleichfalls am selben Tag erlassene Verordnung regelt dann im Weiteren das genauere Prozedere der Verleihung und die Zuarbeiten der Behörden. So wird die Rettungsmedaille nur durch den Minister des Innern ausgehändigt und die öffentliche Belobigung und/oder die Geldbelohnung
- a) an Personen, die im öffentlichen Dienst stehen, durch den Behördenleiter,
- b) an sonstige Personen durch den Leiter der unteren Verwaltungsbehörde
- c) an Schüler und Schülerinnen durch den Schulleiter.

Für die Ermittlung der Rettungstaten sind die Gemeinden verantwortlich, in deren Bereich die Rettungstat vollbracht worden ist. Den Ermittlungen ist ein Bericht, welcher an den Minister des Innern weitergeleitet wird, beizulegen, der genaue Angaben über die Personen und den Hergang der Tat enthalten muss:

### Ausnahmeregeln
Die Rettungsmedaille kann grundsätzlich nur an Personen verliehen werden, die dieser Auszeichnung würdig sind. Die Durchführungsbestimmungen lassen jedoch Ausnahmen in zwei Fällen zu, die aber nicht zwangsläufig zur Verleihung der Medaille führen können:
- besitzt der Retter zum Zeitpunkt der Rettungstat nicht die bürgerlichen Ehrenrechte, muss geprüft werden, ob aufgrund der Rettungstat ein Gnadenerweis angebracht erscheint, oder
- bestehen wegen sonstiger strafrechtlicher Verurteilungen des Retters Bedenken gegen eine staatliche Anerkennung, so richtet sich die Entscheidung nach Lage des Einzelfalles.[11]